# Kvalspelet till Europamästerskapet i fotboll 1972 (grupp 7)
Kvalspelet till Europamästerskapet i fotboll 1972 (grupp 7) spelades mellan den 11 oktober 1970 och 17 november 1971.

## Tabell
| Nr | Lag ( )       | S | V | O | F | GM | IM | MS  | P |
| -- | ------------- | - | - | - | - | -- | -- | --- | - |
| 1  | Jugoslavien   | 6 | 3 | 3 | 0 | 7  | 2  | +5  | 9 |
| 2  | Nederländerna | 6 | 3 | 1 | 2 | 18 | 6  | +12 | 7 |
| 3  | Östtyskland   | 6 | 3 | 1 | 2 | 11 | 6  | +5  | 7 |
| 4  | Luxemburg     | 6 | 0 | 1 | 5 | 1  | 23 | −22 | 1 |

## Matcher
|             | 11 oktober 1970 | Nederländerna           | 1 – 1           | Jugoslavien       | Feijenoordstadion | |
| 14:30 UTC+1 | 14:30 UTC+1     | Rinus Israël 50′ (str.) | (0 – 1) Rapport | 22′ Dragan Džajić | Rotterdam Publik: 60 000<refname="Rsssf">{{Webbref\|url=http://www.rsssf.com/tables/72e-fulldet.html%7Ctitel=EuropeanChampionship1 972(Details)\|hämtdatum=10juli2 017\|utgivare=Rsssf}}</ref> Domare: William Mullan (Skottland) | Rotterdam Publik: 60 000<refname="Rsssf">{{Webbref\|url=http://www.rsssf.com/tables/72e-fulldet.html%7Ctitel=EuropeanChampionship1 972(Details)\|hämtdatum=10juli2 017\|utgivare=Rsssf}}</ref> Domare: William Mullan (Skottland) |
| 14:30 UTC+1 | 14:30 UTC+1     |                         |                 |                   | Rotterdam Publik: 60 000<refname="Rsssf">{{Webbref\|url=http://www.rsssf.com/tables/72e-fulldet.html%7Ctitel=EuropeanChampionship1 972(Details)\|hämtdatum=10juli2 017\|utgivare=Rsssf}}</ref> Domare: William Mullan (Skottland) | Rotterdam Publik: 60 000<refname="Rsssf">{{Webbref\|url=http://www.rsssf.com/tables/72e-fulldet.html%7Ctitel=EuropeanChampionship1 972(Details)\|hämtdatum=10juli2 017\|utgivare=Rsssf}}</ref> Domare: William Mullan (Skottland) |
| 14:30 UTC+1 | 14:30 UTC+1     |                         |                 |                   | Rotterdam Publik: 60 000<refname="Rsssf">{{Webbref\|url=http://www.rsssf.com/tables/72e-fulldet.html%7Ctitel=EuropeanChampionship1 972(Details)\|hämtdatum=10juli2 017\|utgivare=Rsssf}}</ref> Domare: William Mullan (Skottland) | Rotterdam Publik: 60 000<refname="Rsssf">{{Webbref\|url=http://www.rsssf.com/tables/72e-fulldet.html%7Ctitel=EuropeanChampionship1 972(Details)\|hämtdatum=10juli2 017\|utgivare=Rsssf}}</ref> Domare: William Mullan (Skottland) |

|             | 14 oktober 1970 | Luxemburg | 0 – 2           | Jugoslavien          | Stade Josy Berthel                                                         |                                                                            |
| 19:30 UTC+1 | 19:30 UTC+1     |           | (0 – 1) Rapport | 44′, 62′ Josip Bukal | Luxemburg Publik: 9 000<refname="Rsssf"/> Domare: Vital Loraux (Luxemburg) | Luxemburg Publik: 9 000<refname="Rsssf"/> Domare: Vital Loraux (Luxemburg) |
| 19:30 UTC+1 | 19:30 UTC+1     |           |                 |                      | Luxemburg Publik: 9 000<refname="Rsssf"/> Domare: Vital Loraux (Luxemburg) | Luxemburg Publik: 9 000<refname="Rsssf"/> Domare: Vital Loraux (Luxemburg) |
| 19:30 UTC+1 | 19:30 UTC+1     |           |                 |                      | Luxemburg Publik: 9 000<refname="Rsssf"/> Domare: Vital Loraux (Luxemburg) | Luxemburg Publik: 9 000<refname="Rsssf"/> Domare: Vital Loraux (Luxemburg) |

|             | 11 november 1970 | Östtyskland     | 1 – 0           | Nederländerna | Rudolf-Harbig-Stadion                                                     |                                                                           |
| 18:30 UTC+1 | 18:30 UTC+1      | Peter Ducke 56′ | (0 – 0) Rapport |               | Dresden Publik: 35 000<refname="Rsssf"/> Domare: Curth Liedberg (Sverige) | Dresden Publik: 35 000<refname="Rsssf"/> Domare: Curth Liedberg (Sverige) |
| 18:30 UTC+1 | 18:30 UTC+1      |                 |                 |               | Dresden Publik: 35 000<refname="Rsssf"/> Domare: Curth Liedberg (Sverige) | Dresden Publik: 35 000<refname="Rsssf"/> Domare: Curth Liedberg (Sverige) |
| 18:30 UTC+1 | 18:30 UTC+1      |                 |                 |               | Dresden Publik: 35 000<refname="Rsssf"/> Domare: Curth Liedberg (Sverige) | Dresden Publik: 35 000<refname="Rsssf"/> Domare: Curth Liedberg (Sverige) |

|             | 15 november 1970 | Luxemburg | 0 – 5           | Östtyskland                                                | Stade Josy Berthel                                                        |                                                                           |
| 14:45 UTC+1 | 14:45 UTC+1      |           | (0 – 4) Rapport | 21′ Eberhard Vogel 29′, 36′, 39′, 78′ Hans-Jürgen Kreische | Luxemburg Publik: 3 000<refname="Rsssf"/> Domare: Anton Bucheli (Schweiz) | Luxemburg Publik: 3 000<refname="Rsssf"/> Domare: Anton Bucheli (Schweiz) |
| 14:45 UTC+1 | 14:45 UTC+1      |           |                 |                                                            | Luxemburg Publik: 3 000<refname="Rsssf"/> Domare: Anton Bucheli (Schweiz) | Luxemburg Publik: 3 000<refname="Rsssf"/> Domare: Anton Bucheli (Schweiz) |
| 14:45 UTC+1 | 14:45 UTC+1      |           |                 |                                                            | Luxemburg Publik: 3 000<refname="Rsssf"/> Domare: Anton Bucheli (Schweiz) | Luxemburg Publik: 3 000<refname="Rsssf"/> Domare: Anton Bucheli (Schweiz) |

|             | 24 februari 1971 | Nederländerna                                                                  | 6 – 0           | Luxemburg | Feijenoordstadion                                                          |                                                                            |
| 20:30 UTC+1 | 20:30 UTC+1      | Willi Lippens 26′ Piet Keizer 53′, 80′ Johan Cruijff 59′, 69′ Wim Suurbier 83′ | (1 – 0) Rapport |           | Rotterdam Publik: 34 000<refname="Rsssf"/> Domare: Faik Bajrami (Albanien) | Rotterdam Publik: 34 000<refname="Rsssf"/> Domare: Faik Bajrami (Albanien) |
| 20:30 UTC+1 | 20:30 UTC+1      |                                                                                |                 |           | Rotterdam Publik: 34 000<refname="Rsssf"/> Domare: Faik Bajrami (Albanien) | Rotterdam Publik: 34 000<refname="Rsssf"/> Domare: Faik Bajrami (Albanien) |
| 20:30 UTC+1 | 20:30 UTC+1      |                                                                                |                 |           | Rotterdam Publik: 34 000<refname="Rsssf"/> Domare: Faik Bajrami (Albanien) | Rotterdam Publik: 34 000<refname="Rsssf"/> Domare: Faik Bajrami (Albanien) |

|             | 4 april 1971 | Jugoslavien                          | 2 – 0           | Nederländerna | Plinada Stadion                                                                |                                                                                |
| 15:00 UTC+1 | 15:00 UTC+1  | Jurica Jerković 8′ Dragan Džajić 84′ | (1 – 0) Rapport |               | Split Publik: 25 000<refname="Rsssf"/> Domare: Kurt Tschenscher (Västtyskland) | Split Publik: 25 000<refname="Rsssf"/> Domare: Kurt Tschenscher (Västtyskland) |
| 15:00 UTC+1 | 15:00 UTC+1  |                                      |                 |               | Split Publik: 25 000<refname="Rsssf"/> Domare: Kurt Tschenscher (Västtyskland) | Split Publik: 25 000<refname="Rsssf"/> Domare: Kurt Tschenscher (Västtyskland) |
| 15:00 UTC+1 | 15:00 UTC+1  |                                      |                 |               | Split Publik: 25 000<refname="Rsssf"/> Domare: Kurt Tschenscher (Västtyskland) | Split Publik: 25 000<refname="Rsssf"/> Domare: Kurt Tschenscher (Västtyskland) |

|             | 24 april 1971 | Östtyskland                                  | 2 – 1           | Luxemburg           | Stadion der Freundschaft                                               |                                                                        |
| 15:00 UTC+1 | 15:00 UTC+1   | Hans-Jürgen Kreische 31′ Henning Frenzel 88′ | (1 – 0) Rapport | 90′ Gilbert Dussier | Gera Publik: 15 000<refname="Rsssf"/> Domare: Hugh Wilson (Nordirland) | Gera Publik: 15 000<refname="Rsssf"/> Domare: Hugh Wilson (Nordirland) |
| 15:00 UTC+1 | 15:00 UTC+1   |                                              |                 |                     | Gera Publik: 15 000<refname="Rsssf"/> Domare: Hugh Wilson (Nordirland) | Gera Publik: 15 000<refname="Rsssf"/> Domare: Hugh Wilson (Nordirland) |
| 15:00 UTC+1 | 15:00 UTC+1   |                                              |                 |                     | Gera Publik: 15 000<refname="Rsssf"/> Domare: Hugh Wilson (Nordirland) | Gera Publik: 15 000<refname="Rsssf"/> Domare: Hugh Wilson (Nordirland) |

|             | 9 maj 1971  | Östtyskland      | 1 – 2           | Jugoslavien                           | Zentralstadion                                                              |                                                                             |
| 15:00 UTC+1 | 15:00 UTC+1 | Wolfram Löwe 70′ | (0 – 2) Rapport | 11′ Zoran Filipović 19′ Dragan Džajić | Leipzig Publik: 100 000<refname="Rsssf"/> Domare: Paul Schiller (Österrike) | Leipzig Publik: 100 000<refname="Rsssf"/> Domare: Paul Schiller (Österrike) |
| 15:00 UTC+1 | 15:00 UTC+1 |                  |                 |                                       | Leipzig Publik: 100 000<refname="Rsssf"/> Domare: Paul Schiller (Österrike) | Leipzig Publik: 100 000<refname="Rsssf"/> Domare: Paul Schiller (Österrike) |
| 15:00 UTC+1 | 15:00 UTC+1 |                  |                 |                                       | Leipzig Publik: 100 000<refname="Rsssf"/> Domare: Paul Schiller (Österrike) | Leipzig Publik: 100 000<refname="Rsssf"/> Domare: Paul Schiller (Österrike) |

|             | 10 oktober 1971 | Nederländerna                           | 3 – 2           | Östtyskland             | Feijenoordstadion                                                             |                                                                               |
| 14:30 UTC+1 | 14:30 UTC+1     | Barry Hulshoff 25′ Piet Keizer 52′, 63′ | (1 – 1) Rapport | 10′, 82′ Eberhard Vogel | Rotterdam Publik: 55 000<refname="Rsssf"/> Domare: Rosario Lo Bello (Italien) | Rotterdam Publik: 55 000<refname="Rsssf"/> Domare: Rosario Lo Bello (Italien) |
| 14:30 UTC+1 | 14:30 UTC+1     |                                         |                 |                         | Rotterdam Publik: 55 000<refname="Rsssf"/> Domare: Rosario Lo Bello (Italien) | Rotterdam Publik: 55 000<refname="Rsssf"/> Domare: Rosario Lo Bello (Italien) |
| 14:30 UTC+1 | 14:30 UTC+1     |                                         |                 |                         | Rotterdam Publik: 55 000<refname="Rsssf"/> Domare: Rosario Lo Bello (Italien) | Rotterdam Publik: 55 000<refname="Rsssf"/> Domare: Rosario Lo Bello (Italien) |

|             | 16 oktober 1971 | Jugoslavien | 0 – 0           | Östtyskland | Stadion Partizana                                                           |                                                                             |
| 14:30 UTC+1 | 14:30 UTC+1     |             | (0 – 0) Rapport |             | Belgrad Publik: 3 000<refname="Rsssf"/> Domare: John Keith Taylor (England) | Belgrad Publik: 3 000<refname="Rsssf"/> Domare: John Keith Taylor (England) |
| 14:30 UTC+1 | 14:30 UTC+1     |             |                 |             | Belgrad Publik: 3 000<refname="Rsssf"/> Domare: John Keith Taylor (England) | Belgrad Publik: 3 000<refname="Rsssf"/> Domare: John Keith Taylor (England) |
| 14:30 UTC+1 | 14:30 UTC+1     |             |                 |             | Belgrad Publik: 3 000<refname="Rsssf"/> Domare: John Keith Taylor (England) | Belgrad Publik: 3 000<refname="Rsssf"/> Domare: John Keith Taylor (England) |

|             | 27 oktober 1971 | Jugoslavien | 0 – 0           | Luxemburg | Stadion Pod Goricom                                                         |                                                                             |
| 14:30 UTC+1 | 14:30 UTC+1     |             | (0 – 0) Rapport |           | Titograd Publik: 15 000<refname="Rsssf"/> Domare: Muzaffer Sarvan (Turkiet) | Titograd Publik: 15 000<refname="Rsssf"/> Domare: Muzaffer Sarvan (Turkiet) |
| 14:30 UTC+1 | 14:30 UTC+1     |             |                 |           | Titograd Publik: 15 000<refname="Rsssf"/> Domare: Muzaffer Sarvan (Turkiet) | Titograd Publik: 15 000<refname="Rsssf"/> Domare: Muzaffer Sarvan (Turkiet) |
| 14:30 UTC+1 | 14:30 UTC+1     |             |                 |           | Titograd Publik: 15 000<refname="Rsssf"/> Domare: Muzaffer Sarvan (Turkiet) | Titograd Publik: 15 000<refname="Rsssf"/> Domare: Muzaffer Sarvan (Turkiet) |

|             | 17 november 1971 | Luxemburg | 0 – 8           | Nederländerna | Philips Stadion                                                                                   |                                                                                                   |
| 20:00 UTC+1 | 20:00 UTC+1      |           | (0 – 5) Rapport | 4′, 14′, 60′ Johan Cruijff 7′ Piet Keizer 12′ Theo Pahlplatz 37′ Barry Hulshoff 54′ Oekie Hoekema 82′ Rinus Israël | Eindhoven (Nederländerna) Publik: 17 500<refname="Rsssf"/> Domare: Michal Jursa (Tjeckoslovakien) | Eindhoven (Nederländerna) Publik: 17 500<refname="Rsssf"/> Domare: Michal Jursa (Tjeckoslovakien) |
| 20:00 UTC+1 | 20:00 UTC+1      |           |                 | | Eindhoven (Nederländerna) Publik: 17 500<refname="Rsssf"/> Domare: Michal Jursa (Tjeckoslovakien) | Eindhoven (Nederländerna) Publik: 17 500<refname="Rsssf"/> Domare: Michal Jursa (Tjeckoslovakien) |
| 20:00 UTC+1 | 20:00 UTC+1      |           |                 | | Eindhoven (Nederländerna) Publik: 17 500<refname="Rsssf"/> Domare: Michal Jursa (Tjeckoslovakien) | Eindhoven (Nederländerna) Publik: 17 500<refname="Rsssf"/> Domare: Michal Jursa (Tjeckoslovakien) |